# Electrophaes cyria
Electrophaes cyria là một loài bướm đêm trong họ Geometridae.